# Turtlebot 3

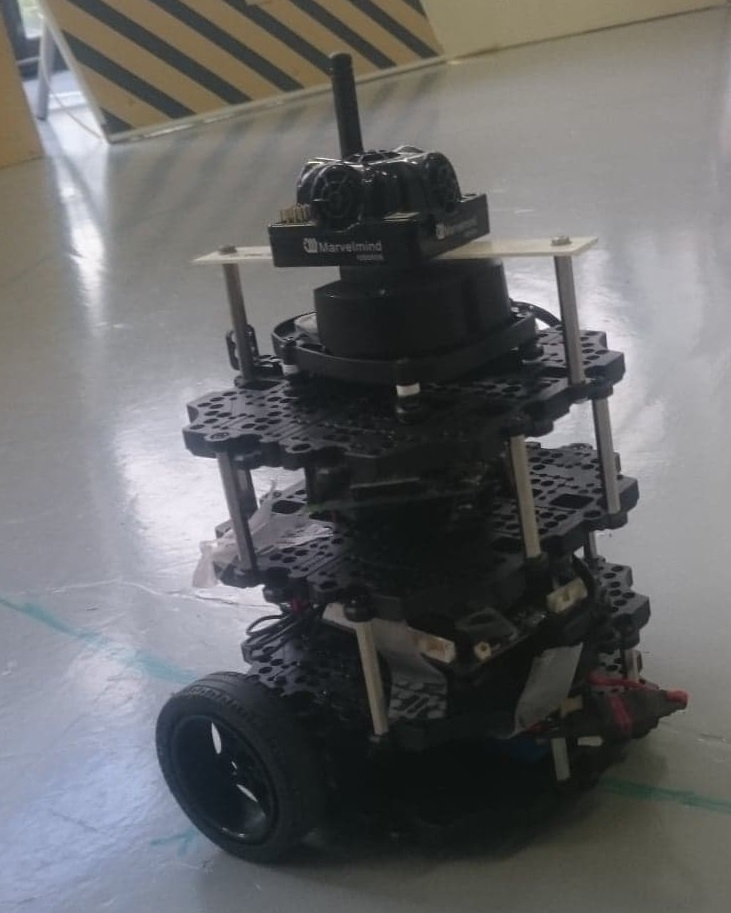
Turtlebot 3 Burger

Turltebot 3 est un  robot mobile différentiel, développé en 2017 par la compagnie sud-coréenne de robotique  Robotis en collaboration avec la communauté Open Source Robotics Foundation.   Il est considéré comme étant le plus compact, le plus personnalisable et le plus économique de sa génération. Turtlebot 3 est basé sur le système d'exploitation pour la robotique (ROS), ce qui fait de lui un outil idéal  pour les étudiants, les chercheurs scientifiques et les personnes qui débutent en ROS ou en robotique.  

## Historique
Un prototype du Turtlebot 3 a été annoncé par Robotis durant le ROSCon de 2016 à Séoul en Corée du Sud, comme étant le successeur des versions précédentes Turtlebot 1 et Turtlebot 2. Turtlebot 1 a été développé en novembre 2010 par Tully Foote et Melonee Wise de la compagnie Willow Garage, et le Turtlebot 2 a été développé par la compagnie  Yujin Robot en 2012. Deux modèles du Turtlebot 3 ont été finalement proposés au grand public en 2017, le Burger et le Waffle, nommés en correspondance avec leurs apparences. 

## Technologie
Avec les composants TurtleBot 3 standard, les utilisateurs peuvent utiliser TurtleBot 3 pour éviter les obstacles en temps réel et pour une navigation autonome. TurtleBot 3 peut exécuter des algorithmes standard de localisation et de mappage simultanés (SLAM) pour créer une carte et peut être contrôlé à distance à partir d'un ordinateur portable ou d'un téléphone intelligent basé sur Android. TurtleBot 3 peut également suivre les jambes d’une personne qui marche dans une pièce. Des accessoires sont également disponibles pour tirer parti des capacités de navigation du bras ROS. Un accessoire de bras a été développé pour la manipulation de blocs de bois et d'autres objets.

## Communauté
Comme avec beaucoup d'autres plates-formes ROS, l'une des plus grandes forces du TurtleBot 3 est sa communauté de support.
TurtleBot 3 a une communauté mondiale grandissante avec des milliers de robots vendus à travers le monde. TurtleBot 3 a été adopté par de nombreux laboratoires et établissements scientifiques pour effectuer des recherches en robotique mobile . En outre, de nombreuses universités utilisent le TurtleBot 3 pour dispenser des cours d'introduction à la robotique

## Spécifications
Les différentes caractéristiques du Turtlebot 3 Burger et du Turtlebot 3 Waffle ont été données par le constructeur Robotis
| Caractéristiques                  | Waffle                                                                                  | Burger                                                              |
| --------------------------------- | --------------------------------------------------------------------------------------- | ------------------------------------------------------------------- |
| Vitesse translationnelle maximale | 0,26 m/s                                                                                | 0,22 m/s                                                            |
| Vitesse rotationnelle maximale    | 1,82 rad/s                                                                              | 2,84 rad/s                                                          |
| Charge maximale                   | 30 kg                                                                                   | 15 kg                                                               |
| Dimensions (L x L x H) en mm      | 281 x 306 x 141                                                                         | 138 x 178 x 192                                                     |
| Poids                             | 1,8 kg                                                                                  | 1 kg                                                                |
| Temps de fonctionnement           | 2 h                                                                                     | 2,5 h                                                               |
| Temps de recharge                 | 2,5 h                                                                                   | 2,5 h                                                               |
| Contrôleur                        | Raspberry Pi 3                                                                          | Raspberry Pi 3                                                      |
| Actionneurs Dynamixel             | XM430-W210-T                                                                            | XL430-W250-T                                                        |
| Capteurs                          | Caméra Raspberry Pi LiDAR 360° Gyroscope 3-Axes Accelerometer 3-Axes Magnetomete 3-Axes | LiDAR 360° Gyroscope 3-Axes Accelerometer 3-Axes Magnetomete 3-Axes |